# Bornasco
Bornasco – miejscowość i gmina we Włoszech, w regionie Lombardia, w prowincji Pawia.
Według danych na rok 2004 gminę zamieszkiwało 1676 osób, 139,7 os./km².